# Ferrari 312
Pour les autres déclinaisons de la Ferrari 312, voir Ferrari 312 (homonymie).
Chronologie des modèles (1966 - 1969)
Ferrari 158 Ferrari 312 B
Ferrari 312 est la désignation des voitures de formules pourvues d’un moteur V-12 de trois litres de cylindrée (d'où l'appellation 312) alignées par l'écurie italienne en championnat du monde de Formule 1 entre 1966 et 1969. Il s’agit de la première version d’une série de Ferrari de Formule 1 qui allaient porter l’appellation 312 et elle constituait la réponse que la scuderia Ferrari à une modification du règlement applicable à partir de 1966.

## Contexte

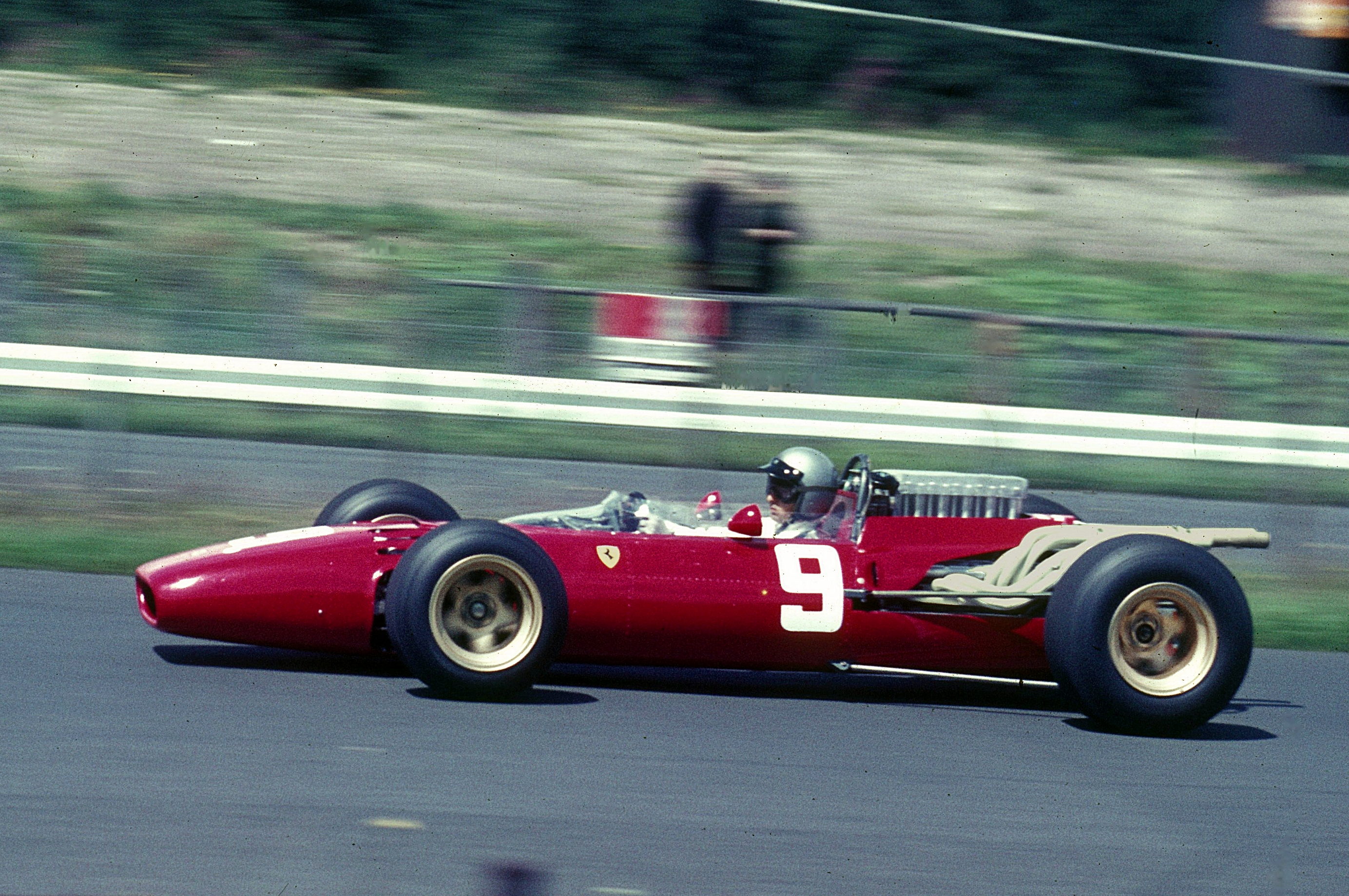
Lorenzo Bandini au Grand Prix d’Allemagne 1966.

À l’entame de la saison 1966, les constructeurs en présences se trouvent confrontés à une modification du règlement annoncée assez tardivement. Alors qu’au cours des saisons précédentes la cylindrée des moteurs était limitée à 1 500 cm3, le nouveau règlement prévoit que les moteurs atmosphériques pourront désormais avoir une cylindrée de  3 000 cm3. Le règlement prévoit en outre que pourront être alignés des voitures propulsées par des moteurs suralimentés dont la cylindrée n’excède pas 1 500 cm3. Bien que la suralimentation ait déjà été utilisée avec succès par Alfa Romeo au début des années 1950 avec l’Alfetta, les constructeurs des années 1960 en resteront à l’alimentation atmosphérique et il faudra attendre l’arrivée de Renault en Formule 1 pour y voir le retour des moteurs suralimentés.
La plupart des constructeurs durent se débrouiller avec les moyens du bord pour pouvoir équiper leurs monoplaces de moteurs conformes à la nouvelle réglementation.  La plupart des écuries se pourvurent d’un moteur Coventry Climax dont la cylindrée avait été portée à 2 000 cm3. Lotus utilisait le H16 conçu par BRM pour ses propres voitures et Brabham avait confié à Repco la conception et la construction d’un V8 trois litres relativement simple, mais fiable. Cooper reçu de Maserati des moteurs V-12 basés sur le moteur de la 250F des années 1950. La mise au point du V12 Weslake destiné à l’Eagle de Dan Gurney souffrit de retards tout comme celle du moteur V8 de Ford-Cosworth qui ne débuta pas avant 1967.
Face à ce tableau, les chances de voir la Ferrari 312 devenir une monoplace capable de gagner des courses et de remporter le titre semblaient importantes. Toutefois, au cours de la première partie de la saison, la scuderia était également engagée dans le championnat du monde des voitures de sport, ce qui mobilisait une partie de ses ressources.

## Conception
Le châssis et la suspension de la 312 furent repris de la dernière formule 1 de 1,5 litre, la Ferrari 1512, dont le 12 cylindres à plat fut remplacé par le classique V12 à 60° de la Ferrari 275 P. Il fallut toutefois réduire sa cylindrée de 3,3 litres pour la ramener à 3 litres. Par cette opération le moteur avait de nouveau 250 cm3 par cylindre, comme pour la Ferrari 250 P, mais il fut décidé de l’appeler 312 dans la continuation des précédents moteurs de formule 1. Le moteur était plutôt lourd et, en raison de la diminution de sa cylindrée, développait moins de puissance et de couple que le 275. Sa puissance était d’environ 330 ch.

## Saison 1966
À Monaco, John Surtees, qui pilotait la nouvelle 312, fut contraint à l’abandon alors que Lorenzo Bandini ramenait la Ferrari 246 qu’il avait choisi d’utiliser à la seconde place. Surtees allait toutefois remporter la course suivante à Francorchamps fortement perturbée par la pluie. Peu après, en désaccord avec Eugenio Dragoni, directeur de course de la scuderia, Surtees quitta Ferrari pour rejoindre Cooper-Maserati pour le compte duquel il allait remporter le dernier grand prix de la saison. Surtees fut alors remplacé par Mike Parkes. 
Ferrari se concentra davantage sur la formule 1 mais ne put combler le retard accumulé à Brabham malgré un doublé par Scarfiotti et Parkes à Monza. L’écurie termine à la deuxième place du championnat constructeurs derrière Brabham.

## Saison 1967
En vue de la saison 1967 le châssis fut amélioré devenant une combinaison de châssis tubulaire et monocoque, sans toutefois que le poids de la voiture puisse être ramené de 550 kg à la limite des 500 kg. Le moteur fut modifié notamment par l’adoption d’une structure à trois valves par cylindres, ce qui permit de porter sa puissance de 360 à 390 ch. Les deux voitures engagées étaient confiées à Lorenzo Bandini et Chris Amon. Par ailleurs Eugenio Dragoni fut remplacé par Franco Lini.
La saison commença mal pour Ferrari puisqu’au deuxième grand prix disputé à Monaco, Bandini fut victime d’un grave accident qui lui a occasionné des brûlures auxquelles il n’allait pas survivre. Une variante avec un châssis allongé à la mesure de la grande taille de Mike Parkes fut alignée en compétition, mais quelques semaines plus tard à Francorchamps Parkes fut victime d’un accident qui allait marquer la fin de sa carrière en F1. Ferrari ne remporta aucune victoire et seul Chris Amon fut en mesure de ramener des points à l’écurie qui termina à la cinquième place du championnat constructeurs. En outre, cette année-là vit l’apparition du moteur Ford Cosworth DFV qui allait dominer la formule 1 au cours des quinze années à venir.

## Saison 1968

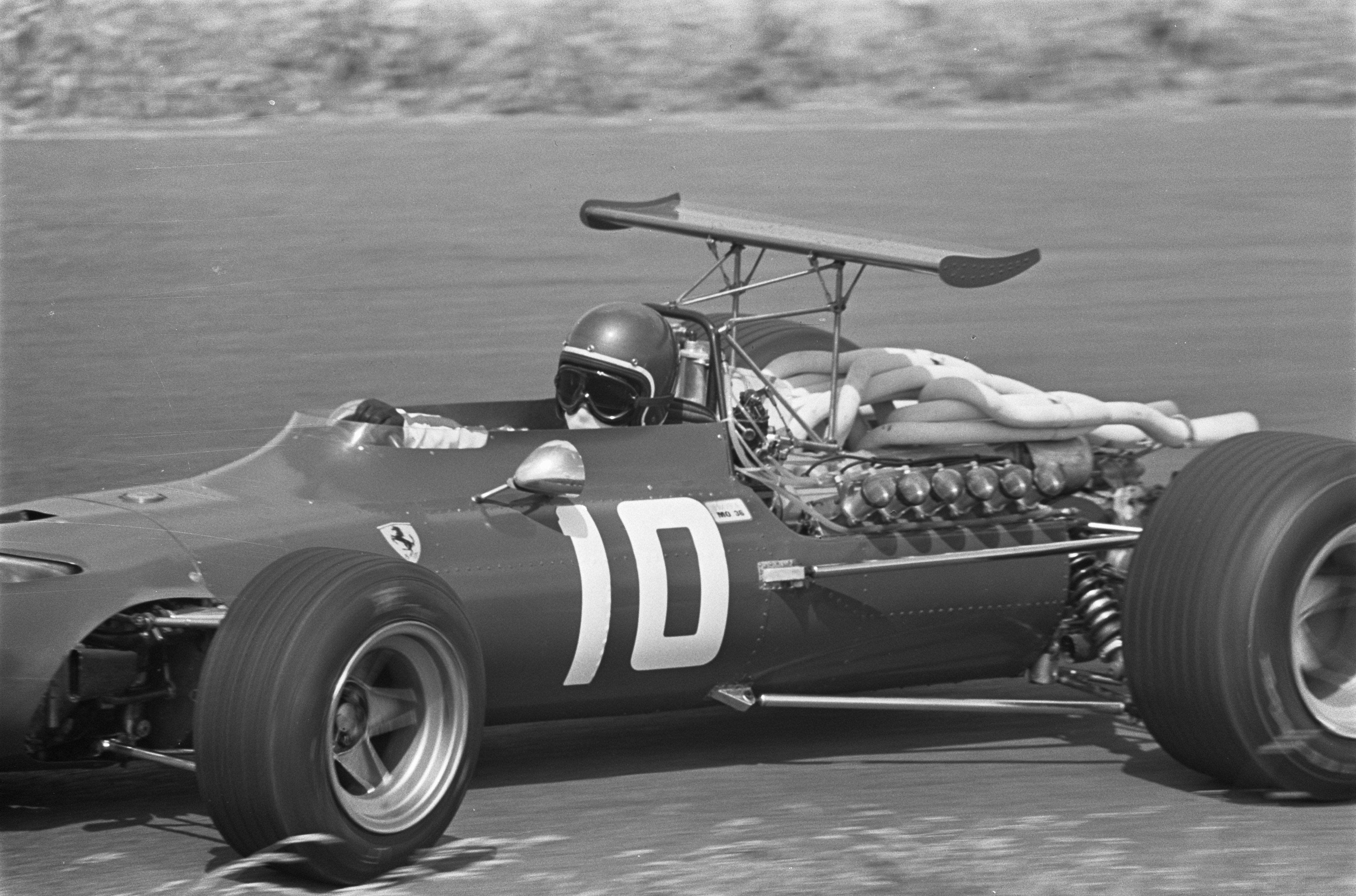
Jacky Ickx au Grand Prix des Pays-Bas 1968.

En raison d’une modification de la réglementation en sport-prototypes, Ferrari avait décidé de ne pas aligner de voitures dans cette catégorie et pouvait donc se concentrer entièrement sur la formule 1. De nouvelles modifications du châssis et du moteur avaient permis d’amener le poids de la voiture près du seuil minimal. Après l’apparition d’un aileron sur la Lotus 49 à Monaco, la 312 fut pourvue au-dessus du moteur d’un aileron manœuvrable par le pilote. Jacky Ickx remporte le grand prix de France à Rouen grâce à son habileté sous la pluie. Il s’agissait de la première victoire de Ferrari en près de deux ans et la scuderia allait encore devoir attendre presque aussi longtemps avant d’enregistrer la suivante. À la fin du championnat, Ickx allait se classer quatrième alors que Ferrari obtenait le même classement chez les constructeurs.

## Saison 1969
Durant l’été 1968, Enzo Ferrari avait vendu la moitié de son entreprise à Fiat et souhaitait restructurer la scuderia. Le directeur de course Franco Lini étant parti et Ickx ayant quitté Ferrari pour Brabham, Ferrari n’aligna en F1 qu’une seule 312 aux mains de Chris Amon. La firme consacra aussi une partie de ses ressources au développement d’une nouvelle voiture de sports-prototypes basée sur la 312, la 312 P. Le châssis de la 312 F1 fut légèrement modifié et le moteur fut porté à une puissance de 430 ch. La dernière saison en formule 1 de la 312, où les appendices aérodynamiques allaient jouer un grand rôle, se solda par un échec. Amon ne termina qu’à de rares occasions et il ne termina sur le podium qu’au grand prix des Pays-Bas. Frustré par le manque de résultats, il quitta l’écurie en cours de saison et fut remplacé sans plus de succès par Pedro Rodríguez de la Vega. La Ferrari 312 disputa son dernier grand prix au Mexique le 19 octobre 1969.
Ferrari termina à la dernière place du championnat constructeur. Contrairement à ses concurrents britanniques qui utilisaient le V8 Cosworth et qui obtenaient le soutien de sponsors dont ils arboraient les couleurs, Ferrari refusa constamment cette innovation et conserva pour ses voitures de compétition la livrée « rosso corsa » classique. La vente d’une partie de ses actifs avait néanmoins permis à Enzo Ferrari de trouver de nouveaux moyens financiers pour des développements futurs.
La succession de la Ferrari 312 fut assurée par la 312 B qui fut pourvue d’un moteur 12 cylindres à plat qui allait permettre à la scuderia de renouer avec le succès tant en formule 1 qu’en sport-prototypes.